# 다이야오팅
다이야오팅(대요정; 중국어: 戴耀廷, 영어: Benny Tai, 1964년 ~ )는 홍콩 대학 법학 부교수, 센트럴 점령의 주최자이다.
다이야오팅은 2013년 1월 센트럴 점령 캠페인을 시작하면서 세계적으로 주목을 받았다. 그는 홍콩 중심부의 점거를 통해 2017년 홍콩 행정 장관 보통 선거와 2020년 홍콩 입법회의 보통선거를 요구하고 있다. 또한 렁춘잉 행정장관의 사임과 민주파를 사실상 배제한 중국 전국 인민 대표 대회 상무위원회의 결정 철회를 요구하고 있다. 2020년 7월, 베니 타이는 2014년 민주주의 시위에서 자신의 역할로 인해 발생한 범죄 유죄 판결로 홍콩 대학교 이사회에서 해고당했다.